# Felinologie

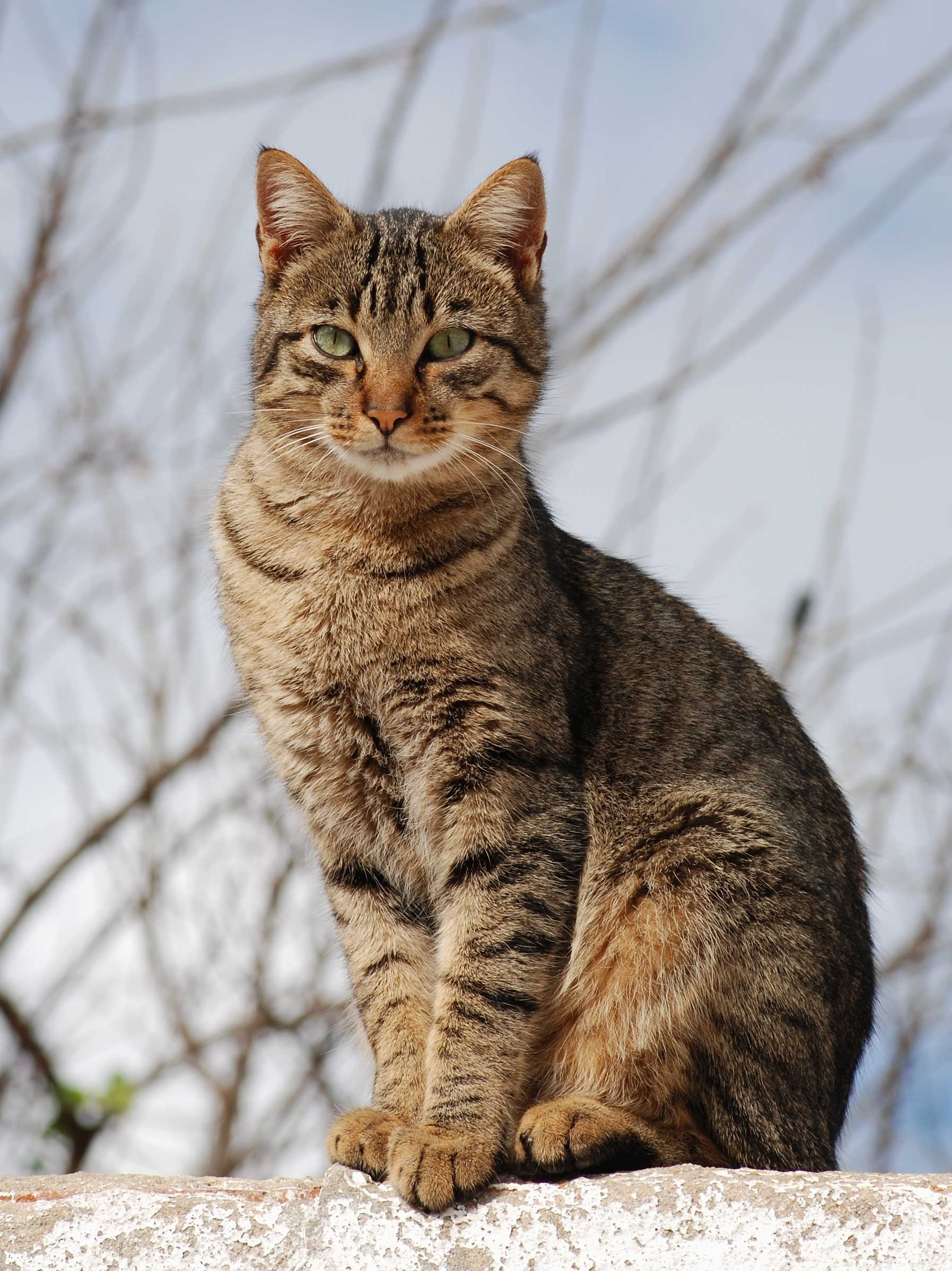
kočka domácí (felis catus)

Felinologie je vědecká disciplína zabývající se studiem domácích i divokých koček, jejich chovu, anatomií, genetikou a fyziologií.
Termín je latinsko-řeckého původu a pochází z latinského slova felinus (koček, kočka) a řeckého logos (věda).